# وانگ‌گوم سونگ
وانگ‌گوم سونگ (کره‌ای: 왕검성) پایتخت دودمان گوجوسان از سال ۱۹۴ تا ۱۰۸ پیش از میلاد بود. این شهر همچنین با نام وانگ‌هوم سونگ (کره‌ای: 왕검성; 王險城) نیز شناخته می‌شود.

## نظرات متناقض دربارهٔ مکان آن
یک نظریه براساس سوابق سامگوک یوسا و سامگوک ساگی نشان می‌دهد که محل این پایتخت در شهر امروزی پیونگ‌یانگ بوده است. برخی منابع کره جنوبی ادعا می‌کنند که در جایی در اطراف لیائودونگ (چین امروزی) واقع شده است.